# Trigastrotheca quickei
Trigastrotheca quickei är en stekelart som först beskrevs av Van Achterberg 1983.  Trigastrotheca quickei ingår i släktet Trigastrotheca och familjen bracksteklar. Inga underarter finns listade i Catalogue of Life.